# Collegio elettorale di Milano III (Senato della Repubblica)
Il collegio di Milano III fu un collegio elettorale uninominale della Repubblica Italiana appartenente alla Circoscrizione Lombardia; fu utilizzato per eleggere un senatore della Repubblica dalla I alla XI legislatura.

## Storia
Il collegio venne creato nel 1948 secondo la legge n. 29 del 6 febbraio 1948 la quale, pur basandosi sull'impianto proporzionale in vigore per la Camera, rispetto a quest'ultima conteneva alcuni piccoli correttivi in senso maggioritario. Tale legge ebbe il suo definitivo perfezionamento col Testo Unico n. 361 del 1957. Differentemente dalla Camera, la legge elettorale del Senato si articolava su base regionale, seguendo il dettato costituzionale (art.57). Ogni Regione era suddivisa in tanti collegi uninominali quanti erano i seggi ad essa assegnati. All'interno di ciascun collegio, veniva eletto il candidato che avesse raggiunto il quorum del 65% delle preferenze: tale soglia, oggettivamente di difficilissimo conseguimento, tradiva l'impianto proporzionale su cui era concepito anche il sistema elettorale della Camera Alta. Qualora, come normalmente avveniva, nessun candidato avesse conseguito l'elezione, i voti di tutti i candidati venivano raggruppati in liste di partito a livello regionale, dove i seggi venivano allocati utilizzando il metodo D'Hondt delle maggiori medie statistiche e quindi, all'interno di ciascuna lista, venivano dichiarati eletti i candidati con le migliori percentuali di preferenza.
Il collegio di Milano III venne abrogato nel 1993, con la cosiddetta Legge Mattarella (Legge n. 276, Norme per l'elezione del Senato della Repubblica), attuata in seguito al referendum abrogativo del 1993. Con la legge Mattarella venne istituito per la Camera dei deputati e per il Senato della Repubblica un sistema di elezione misto, in parte maggioritario e in parte proporzionale. Il 75% dei parlamentari dell'assemblea veniva eletto in collegi uninominali tramite sistema maggioritario a turno unico; il restante 25% al Senato veniva eletto tramite recupero proporzionale dei più votati non eletti attraverso un meccanismo di calcolo denominato "scorporo", cioè sottraendo dal conteggio dei voti totali di una lista nella parte proporzionale i voti ottenuti dai candidati collegati alla medesima lista che erano eletti nei collegi uninominali con il sistema maggioritario.

### Territorio
Il collegio di Milano III era uno dei 31 collegi uninominali in cui era suddivisa la Lombardia; comprendeva parte del comune di Milano.

## Dati elettorali

### I legislatura
|                                                                                | Giovanni Battista Migliori | Democrazia Cristiana                             | 55 005  | 45,35 |  |  |  |  |  |
|                                                                                | Eugenio Romej              | Fronte Democratico Popolare                      | 42 604  | 35,13 |  |  |  |  |  |
|                                                                                | Enrico Gonzales ✔️ Eletto  | Unità Socialista - Partito Repubblicano Italiano | 23 677  | 19,52 |  |  |  |  |  |
| Totale                                                                         | Totale                     | Totale                                           | 121 286 | 100   |  |  |  |  |  |
|                                                                                |                            |                                                  |         |       |  |  |  |  |  |
| Voti non validi                                                                | Voti non validi            | Voti non validi                                  | 3 847   | 3,07  |  |  |  |  |  |
| Votanti                                                                        | Votanti                    | Votanti                                          | 125 133 | 90,13 |  |  |  |  |  |
| Elettori                                                                       | Elettori                   | Elettori                                         | 138 843 |       |  |  |  |  |  |
|                                                                                |                            |                                                  |         |       |  |  |  |  |  |
| Nota: quorum del 65% non raggiunto; ripartizione dei seggi a livello regionale |                            |                                                  |         |       |  |  |  |  |  |
| Data: 18 aprile 1948                                                           |                            |                                                  |         |       |  |  |  |  |  |
| Fonte: Ministero dell'interno                                                  |                            |                                                  |         |       |  |  |  |  |  |

### II legislatura
|                                                                                | Giacomo Delitala     | Democrazia Cristiana                    | 43 370  | 34,80 |  |  |  |  |  |
|                                                                                | Sante Massarenti     | Partito Comunista Italiano              | 23 424  | 18,80 |  |  |  |  |  |
|                                                                                | Carlo Arnaudi        | Partito Socialista Italiano             | 22 292  | 17,89 |  |  |  |  |  |
|                                                                                | Ugo Guido Mondolfo   | Partito Socialista Democratico Italiano | 12 062  | 9,68  |  |  |  |  |  |
|                                                                                | Franco Cella         | Partito Nazionale Monarchico            | 7 593   | 6,09  |  |  |  |  |  |
|                                                                                | Angiolo Tarchi       | Movimento Sociale Italiano              | 7 142   | 5,73  |  |  |  |  |  |
|                                                                                | Vincenzo Palumbo     | Partito Liberale Italiano               | 3 741   | 3,00  |  |  |  |  |  |
|                                                                                | Giovanni Lodetti     | Unità Popolare                          | 2 774   | 2,23  |  |  |  |  |  |
|                                                                                | Vermondo Brugnatelli | Partito Repubblicano Italiano           | 1 623   | 1,30  |  |  |  |  |  |
|                                                                                | Pietro Della Giusta  | Alleanza Democratica Nazionale          | 601     | 0,48  |  |  |  |  |  |
| Totale                                                                         | Totale               | Totale                                  | 124 622 | 100   |  |  |  |  |  |
|                                                                                |                      |                                         |         |       |  |  |  |  |  |
| Voti non validi                                                                | Voti non validi      | Voti non validi                         | 3 633   | 2,83  |  |  |  |  |  |
| Votanti                                                                        | Votanti              | Votanti                                 | 128 255 | 94,68 |  |  |  |  |  |
| Elettori                                                                       | Elettori             | Elettori                                | 135 462 |       |  |  |  |  |  |
|                                                                                |                      |                                         |         |       |  |  |  |  |  |
| Nota: quorum del 65% non raggiunto; ripartizione dei seggi a livello regionale |                      |                                         |         |       |  |  |  |  |  |
| Data: 7 giugno 1953                                                            |                      |                                         |         |       |  |  |  |  |  |
| Fonte: Ministero dell'interno                                                  |                      |                                         |         |       |  |  |  |  |  |

### III legislatura
|                                                                                | Amleto Rivano             | Democrazia Cristiana                    | 40 194  | 30,22 |  |  |  |  |  |
|                                                                                | Orazio Mottola            | Partito Socialista Italiano             | 26 580  | 19,99 |  |  |  |  |  |
|                                                                                | Gian Giacomo Cantoni      | Partito Comunista Italiano              | 24 402  | 18,35 |  |  |  |  |  |
|                                                                                | Edgardo Savio ✔️ Eletto   | Partito Socialista Democratico Italiano | 13 157  | 9,89  |  |  |  |  |  |
|                                                                                | Lea Alcidi Boccacci Rezza | Partito Liberale Italiano               | 12 495  | 9,40  |  |  |  |  |  |
|                                                                                | Andrea Gastaldi           | Movimento Sociale Italiano              | 7 704   | 5,79  |  |  |  |  |  |
|                                                                                | Renato Alessandro Ferrari | Partito Monarchico Popolare             | 5 380   | 4,05  |  |  |  |  |  |
|                                                                                | Cesare Covi               | PRI - PR                                | 2 511   | 1,89  |  |  |  |  |  |
|                                                                                | Felice Vinci              | Movimento Comunità                      | 567     | 0,43  |  |  |  |  |  |
| Totale                                                                         | Totale                    | Totale                                  | 132 990 | 100   |  |  |  |  |  |
|                                                                                |                           |                                         |         |       |  |  |  |  |  |
| Voti non validi                                                                | Voti non validi           | Voti non validi                         | 5 083   | 3,68  |  |  |  |  |  |
| Votanti                                                                        | Votanti                   | Votanti                                 | 138 073 | 94,75 |  |  |  |  |  |
| Elettori                                                                       | Elettori                  | Elettori                                | 145 730 |       |  |  |  |  |  |
|                                                                                |                           |                                         |         |       |  |  |  |  |  |
| Nota: quorum del 65% non raggiunto; ripartizione dei seggi a livello regionale |                           |                                         |         |       |  |  |  |  |  |
| Data: 25 maggio 1958                                                           |                           |                                         |         |       |  |  |  |  |  |
| Fonte: Ministero dell'interno                                                  |                           |                                         |         |       |  |  |  |  |  |

### IV legislatura
|                                                                                | L. Ferrari                          | Democrazia Cristiana                    | 31 971  | 22,33 |  |  |  |  |  |
|                                                                                | Lea Alcidi Boccacci Rezza ✔️ Eletto | Partito Liberale Italiano               | 30 607  | 21,38 |  |  |  |  |  |
|                                                                                | Giuseppe Sacchi                     | Partito Comunista Italiano              | 28 962  | 20,23 |  |  |  |  |  |
|                                                                                | Orazio Mottola                      | Partito Socialista Italiano             | 26 113  | 18,24 |  |  |  |  |  |
|                                                                                | Italo Viglianesi                    | Partito Socialista Democratico Italiano | 15 490  | 10,82 |  |  |  |  |  |
|                                                                                | A. Marchese                         | Movimento Sociale Italiano              | 10 033  | 7,01  |  |  |  |  |  |
| Totale                                                                         | Totale                              | Totale                                  | 143 176 | 100   |  |  |  |  |  |
|                                                                                |                                     |                                         |         |       |  |  |  |  |  |
| Voti non validi                                                                | Voti non validi                     | Voti non validi                         | 5 892   | 3,95  |  |  |  |  |  |
| Votanti                                                                        | Votanti                             | Votanti                                 | 149 068 | 94,68 |  |  |  |  |  |
| Elettori                                                                       | Elettori                            | Elettori                                | 157 441 |       |  |  |  |  |  |
|                                                                                |                                     |                                         |         |       |  |  |  |  |  |
| Nota: quorum del 65% non raggiunto; ripartizione dei seggi a livello regionale |                                     |                                         |         |       |  |  |  |  |  |
| Data: 28 aprile 1963                                                           |                                     |                                         |         |       |  |  |  |  |  |
| Fonte: Ministero dell'interno                                                  |                                     |                                         |         |       |  |  |  |  |  |

### V legislatura
|                                                                                | G. Fossati                 | Democrazia Cristiana                             | 36 632  | 27,16 |  |  |  |  |  |
|                                                                                | L. Conti                   | PCI - PSIUP                                      | 32 117  | 23,81 |  |  |  |  |  |
|                                                                                | Italo Viglianesi ✔️ Eletto | PSI-PSDI Unificati                               | 28 816  | 21,36 |  |  |  |  |  |
|                                                                                | Arturo Robba ✔️ Eletto     | Partito Liberale Italiano                        | 25 129  | 18,63 |  |  |  |  |  |
|                                                                                | A. Marchese                | Movimento Sociale Italiano                       | 7 733   | 5,73  |  |  |  |  |  |
|                                                                                | A. Ottolenghi              | Partito Repubblicano Italiano                    | 2 665   | 1,98  |  |  |  |  |  |
|                                                                                | ?                          | Partito Democratico Italiano di Unità Monarchica | 1 800   | 1,33  |  |  |  |  |  |
| Totale                                                                         | Totale                     | Totale                                           | 134 892 | 100   |  |  |  |  |  |
|                                                                                |                            |                                                  |         |       |  |  |  |  |  |
| Voti non validi                                                                | Voti non validi            | Voti non validi                                  | 5 945   | 4,22  |  |  |  |  |  |
| Votanti                                                                        | Votanti                    | Votanti                                          | 140 837 | 94,51 |  |  |  |  |  |
| Elettori                                                                       | Elettori                   | Elettori                                         | 149 013 |       |  |  |  |  |  |
|                                                                                |                            |                                                  |         |       |  |  |  |  |  |
| Nota: quorum del 65% non raggiunto; ripartizione dei seggi a livello regionale |                            |                                                  |         |       |  |  |  |  |  |
| Data: 19 maggio 1968                                                           |                            |                                                  |         |       |  |  |  |  |  |
| Fonte: Ministero dell'interno                                                  |                            |                                                  |         |       |  |  |  |  |  |

### VI legislatura
|                                                                                | Giovanni Marcora         | Democrazia Cristiana                    | 37 993  | 27,85 |  |  |  |  |  |
|                                                                                | F. Maris                 | PCI - PSIUP                             | 30 260  | 22,19 |  |  |  |  |  |
|                                                                                | G. Mosca                 | Partito Liberale Italiano               | 16 459  | 12,07 |  |  |  |  |  |
|                                                                                | Giorgio Pisanò ✔️ Eletto | Movimento Sociale Italiano              | 16 232  | 11,90 |  |  |  |  |  |
|                                                                                | T. Begnis                | Partito Socialista Italiano             | 15 244  | 11,18 |  |  |  |  |  |
|                                                                                | D. Pisapia               | Partito Repubblicano Italiano           | 9 564   | 7,01  |  |  |  |  |  |
|                                                                                | G. P. Orsello            | Partito Socialista Democratico Italiano | 9 266   | 6,79  |  |  |  |  |  |
|                                                                                | F. Ajelli                | Partito Comunista (Marxista-Leninista)  | 1 379   | 1,01  |  |  |  |  |  |
| Totale                                                                         | Totale                   | Totale                                  | 136 397 | 100   |  |  |  |  |  |
|                                                                                |                          |                                         |         |       |  |  |  |  |  |
| Voti non validi                                                                | Voti non validi          | Voti non validi                         | 4 625   | 3,28  |  |  |  |  |  |
| Votanti                                                                        | Votanti                  | Votanti                                 | 141 022 | 95,30 |  |  |  |  |  |
| Elettori                                                                       | Elettori                 | Elettori                                | 147 970 |       |  |  |  |  |  |
|                                                                                |                          |                                         |         |       |  |  |  |  |  |
| Nota: quorum del 65% non raggiunto; ripartizione dei seggi a livello regionale |                          |                                         |         |       |  |  |  |  |  |
| Data: 7 maggio 1972                                                            |                          |                                         |         |       |  |  |  |  |  |
| Fonte: Ministero dell'interno                                                  |                          |                                         |         |       |  |  |  |  |  |

### VII legislatura
|                                                                                | Achille Solaro                      | Democrazia Cristiana                    | 44 478  | 33,53 |  |  |  |  |  |
|                                                                                | Vera Liliana Squarcialupi ✔️ Eletta | Partito Comunista Italiano              | 38 008  | 28,65 |  |  |  |  |  |
|                                                                                | Ettore Adalberto Albertoni          | Partito Socialista Italiano             | 14 415  | 10,87 |  |  |  |  |  |
|                                                                                | Luigi Moscheri                      | Partito Repubblicano Italiano           | 10 088  | 7,61  |  |  |  |  |  |
|                                                                                | Giorgio Pisanò ✔️ Eletto            | Movimento Sociale Italiano              | 9 875   | 7,44  |  |  |  |  |  |
|                                                                                | Pier Italo Trolli                   | Partito Liberale Italiano               | 5 686   | 4,29  |  |  |  |  |  |
|                                                                                | Angelo Cucchi                       | Partito Socialista Democratico Italiano | 4 897   | 3,69  |  |  |  |  |  |
|                                                                                | Massimo Goria                       | Democrazia Proletaria                   | 2 763   | 2,08  |  |  |  |  |  |
|                                                                                | Davide Melodia                      | Partito Radicale                        | 2 435   | 1,84  |  |  |  |  |  |
| Totale                                                                         | Totale                              | Totale                                  | 132 645 | 100   |  |  |  |  |  |
|                                                                                |                                     |                                         |         |       |  |  |  |  |  |
| Voti non validi                                                                | Voti non validi                     | Voti non validi                         | 2 905   | 2,14  |  |  |  |  |  |
| Votanti                                                                        | Votanti                             | Votanti                                 | 135 550 | 93,70 |  |  |  |  |  |
| Elettori                                                                       | Elettori                            | Elettori                                | 144 662 |       |  |  |  |  |  |
|                                                                                |                                     |                                         |         |       |  |  |  |  |  |
| Nota: quorum del 65% non raggiunto; ripartizione dei seggi a livello regionale |                                     |                                         |         |       |  |  |  |  |  |
| Data: 20 giugno 1976                                                           |                                     |                                         |         |       |  |  |  |  |  |
| Fonte: Ministero dell'interno                                                  |                                     |                                         |         |       |  |  |  |  |  |

### VIII legislatura
|                                                                                | Urbano Aletti            | Democrazia Cristiana                         | 39 474  | 31,35 |  |  |  |  |  |
|                                                                                | L. S. Segre              | Partito Comunista Italiano                   | 33 402  | 26,53 |  |  |  |  |  |
|                                                                                | F. Ogliari               | Partito Socialista Italiano                  | 14 385  | 11,42 |  |  |  |  |  |
|                                                                                | Pier Italo Trolli        | Partito Liberale Italiano                    | 8 352   | 6,63  |  |  |  |  |  |
|                                                                                | Cesare Biglia            | Movimento Sociale Italiano                   | 7 944   | 6,31  |  |  |  |  |  |
|                                                                                | A. M. Maggio             | Partito Repubblicano Italiano                | 7 779   | 6,18  |  |  |  |  |  |
|                                                                                | Adriano Buzzati Traverso | Partito Radicale                             | 7 181   | 5,70  |  |  |  |  |  |
|                                                                                | Angelo Cucchi            | Partito Socialista Democratico Italiano      | 5 227   | 4,15  |  |  |  |  |  |
|                                                                                | Vito Basilico            | Nuova Sinistra Unita                         | 1 514   | 1,20  |  |  |  |  |  |
|                                                                                | O. Valdonio              | Costituente di Destra - Democrazia Nazionale | 653     | 0,52  |  |  |  |  |  |
| Totale                                                                         | Totale                   | Totale                                       | 125 911 | 100   |  |  |  |  |  |
|                                                                                |                          |                                              |         |       |  |  |  |  |  |
| Voti non validi                                                                | Voti non validi          | Voti non validi                              | 5 325   | 4,06  |  |  |  |  |  |
| Votanti                                                                        | Votanti                  | Votanti                                      | 131 236 | 92,97 |  |  |  |  |  |
| Elettori                                                                       | Elettori                 | Elettori                                     | 141 161 |       |  |  |  |  |  |
|                                                                                |                          |                                              |         |       |  |  |  |  |  |
| Nota: quorum del 65% non raggiunto; ripartizione dei seggi a livello regionale |                          |                                              |         |       |  |  |  |  |  |
| Data: 3 giugno 1979                                                            |                          |                                              |         |       |  |  |  |  |  |
| Fonte: Ministero dell'interno                                                  |                          |                                              |         |       |  |  |  |  |  |

### IX legislatura
|                                                                                | Eugenio Peggio            | Partito Comunista Italiano              | 27 883  | 24,95 |  |  |  |  |  |
|                                                                                | Achille Lineo Colombo     | Democrazia Cristiana                    | 25 403  | 22,73 |  |  |  |  |  |
|                                                                                | Giorgio Covi ✔️ Eletto    | Partito Repubblicano Italiano           | 15 809  | 14,15 |  |  |  |  |  |
|                                                                                | Gennaro Acquaviva         | Partito Socialista Italiano             | 11 052  | 9,89  |  |  |  |  |  |
|                                                                                | Cesare Biglia ✔️ Eletto   | Movimento Sociale Italiano              | 9 470   | 8,48  |  |  |  |  |  |
|                                                                                | Roberto Savasta           | Partito Liberale Italiano               | 8 598   | 7,69  |  |  |  |  |  |
|                                                                                | Angelo Capone             | Partito Socialista Democratico Italiano | 3 940   | 3,53  |  |  |  |  |  |
|                                                                                | Mario Signorino ✔️ Eletto | Partito Radicale                        | 3 600   | 3,22  |  |  |  |  |  |
|                                                                                | Giovanni Testa            | Partito Nazionale Pensionati            | 2 851   | 2,55  |  |  |  |  |  |
|                                                                                | Claudio Annaratone        | Democrazia Proletaria                   | 2 844   | 2,55  |  |  |  |  |  |
|                                                                                | Augusto Viscardi          | Lista per Trieste                       | 161     | 0,14  |  |  |  |  |  |
|                                                                                | Mario Savoldi             | Partito Cristiano Azione Sociale        | 125     | 0,11  |  |  |  |  |  |
| Totale                                                                         | Totale                    | Totale                                  | 111 736 | 100   |  |  |  |  |  |
|                                                                                |                           |                                         |         |       |  |  |  |  |  |
| Voti non validi                                                                | Voti non validi           | Voti non validi                         | 6 730   | 5,68  |  |  |  |  |  |
| Votanti                                                                        | Votanti                   | Votanti                                 | 118 466 | 87,40 |  |  |  |  |  |
| Elettori                                                                       | Elettori                  | Elettori                                | 135 539 |       |  |  |  |  |  |
|                                                                                |                           |                                         |         |       |  |  |  |  |  |
| Nota: quorum del 65% non raggiunto; ripartizione dei seggi a livello regionale |                           |                                         |         |       |  |  |  |  |  |
| Data: 26 giugno 1983                                                           |                           |                                         |         |       |  |  |  |  |  |
| Fonte: Ministero dell'interno                                                  |                           |                                         |         |       |  |  |  |  |  |

### X legislatura
|                                                                                | Luigi Granelli                | Democrazia Cristiana                    | 27 589  | 25,53 |  |  |  |  |  |
|                                                                                | E. Guargenti Grandori         | Partito Comunista Italiano              | 23 199  | 21,47 |  |  |  |  |  |
|                                                                                | Bruno Pellegrino              | Partito Socialista Italiano             | 18 751  | 17,35 |  |  |  |  |  |
|                                                                                | Giorgio Covi ✔️ Eletto        | Partito Repubblicano Italiano           | 9 591   | 8,87  |  |  |  |  |  |
|                                                                                | Giuseppe Resta                | Movimento Sociale Italiano              | 7 932   | 7,34  |  |  |  |  |  |
|                                                                                | M. Silvestri                  | Partito Liberale Italiano               | 5 173   | 4,79  |  |  |  |  |  |
|                                                                                | Franco Corleone ✔️ Eletto     | Partito Radicale                        | 4 432   | 4,10  |  |  |  |  |  |
|                                                                                | Piergiorgio Sirtori ✔️ Eletto | Lista Verde                             | 4 304   | 3,98  |  |  |  |  |  |
|                                                                                | G. Pollice                    | Democrazia Proletaria                   | 3 306   | 3,06  |  |  |  |  |  |
|                                                                                | G. Bonatti                    | Partito Socialista Democratico Italiano | 1 845   | 1,71  |  |  |  |  |  |
|                                                                                | S. Menicacci                  | Liga Veneta                             | 1 067   | 0,99  |  |  |  |  |  |
|                                                                                | Francesco Enrico Speroni      | Lega Lombarda                           | 696     | 0,64  |  |  |  |  |  |
|                                                                                | P. A. Venezia                 | Alleanza Popolare Pensionati            | 193     | 0,18  |  |  |  |  |  |
| Totale                                                                         | Totale                        | Totale                                  | 108 078 | 100   |  |  |  |  |  |
|                                                                                |                               |                                         |         |       |  |  |  |  |  |
| Voti non validi                                                                | Voti non validi               | Voti non validi                         | 4 529   | 4,02  |  |  |  |  |  |
| Votanti                                                                        | Votanti                       | Votanti                                 | 112 607 | 87,60 |  |  |  |  |  |
| Elettori                                                                       | Elettori                      | Elettori                                | 128 543 |       |  |  |  |  |  |
|                                                                                |                               |                                         |         |       |  |  |  |  |  |
| Nota: quorum del 65% non raggiunto; ripartizione dei seggi a livello regionale |                               |                                         |         |       |  |  |  |  |  |
| Data: 14 giugno 1987                                                           |                               |                                         |         |       |  |  |  |  |  |
| Fonte: Ministero dell'interno                                                  |                               |                                         |         |       |  |  |  |  |  |

### XI legislatura
|                                                                                | Marco Formentini         | Lega Lombarda                           | 17 770  | 17,50 |  |  |  |  |  |
|                                                                                | Maurizio Maffeis         | Democrazia Cristiana                    | 16 500  | 16,25 |  |  |  |  |  |
|                                                                                | Anna Boffino             | Partito Democratico della Sinistra      | 14 322  | 14,11 |  |  |  |  |  |
|                                                                                | Bruno Pellegrino         | Partito Socialista Italiano             | 11 205  | 11,04 |  |  |  |  |  |
|                                                                                | Giorgio Covi             | Partito Repubblicano Italiano           | 10 747  | 10,59 |  |  |  |  |  |
|                                                                                | Luigi Pestalozza         | Partito della Rifondazione Comunista    | 5 507   | 5,42  |  |  |  |  |  |
|                                                                                | Giuseppe Resta           | Movimento Sociale Italiano              | 5 404   | 5,32  |  |  |  |  |  |
|                                                                                | Maner Pandolfini Barberi | Partito Liberale Italiano               | 5 208   | 5,13  |  |  |  |  |  |
|                                                                                | Franco Corleone          | Federazione dei Verdi                   | 3 718   | 3,66  |  |  |  |  |  |
|                                                                                | Lorenzo Strik Lievers    | Lista Marco Pannella                    | 2 519   | 2,48  |  |  |  |  |  |
|                                                                                | Massimo Severo Giannini  | Sì Referendum                           | 1 998   | 1,97  |  |  |  |  |  |
|                                                                                | Maria Grazia Gioè        | Partito Pensionati                      | 1 616   | 1,59  |  |  |  |  |  |
|                                                                                | Eugenio Miccini          | Lega Alpina Lumbarda                    | 1 352   | 1,33  |  |  |  |  |  |
|                                                                                | Antonio Cariglia         | Partito Socialista Democratico Italiano | 1 029   | 1,01  |  |  |  |  |  |
|                                                                                | Piergiorgio Sirtori      | La Lega Casalinghe-Pensionati           | 999     | 0,98  |  |  |  |  |  |
|                                                                                | Lorenzo Rossi            | Lega Lombardia Europea                  | 655     | 0,65  |  |  |  |  |  |
|                                                                                | Luigia Mainini           | Alleanza Lombarda Autonomia             | 354     | 0,35  |  |  |  |  |  |
|                                                                                | Gaetano Azzolina         | Federalismo - Pensionati Uomini Vivi    | 343     | 0,34  |  |  |  |  |  |
|                                                                                | Orazio Delfini           | Caccia Pesca Ambiente                   | 186     | 0,18  |  |  |  |  |  |
|                                                                                | Stefano Ferraro          | Movimento Fascismo e Libertà            | 98      | 0,10  |  |  |  |  |  |
| Totale                                                                         | Totale                   | Totale                                  | 101 530 | 100   |  |  |  |  |  |
|                                                                                |                          |                                         |         |       |  |  |  |  |  |
| Voti non validi                                                                | Voti non validi          | Voti non validi                         | 4 341   | 4,10  |  |  |  |  |  |
| Votanti                                                                        | Votanti                  | Votanti                                 | 105 871 | 87,23 |  |  |  |  |  |
| Elettori                                                                       | Elettori                 | Elettori                                | 121 369 |       |  |  |  |  |  |
|                                                                                |                          |                                         |         |       |  |  |  |  |  |
| Nota: quorum del 65% non raggiunto; ripartizione dei seggi a livello regionale |                          |                                         |         |       |  |  |  |  |  |
| Data: 5 aprile 1992                                                            |                          |                                         |         |       |  |  |  |  |  |
| Fonte: Ministero dell'interno                                                  |                          |                                         |         |       |  |  |  |  |  |